# Fudbalski klub Vardar 1947 2011-2012

## Organigramma societario

### Staff tecnico
- Ilčo Gjorgioski - Allenatore
- Blagoja Milevski - Allenatore in seconda
- Dobrinko Ilievski - Allenatore in seconda
- Bejdogan Stavaleci - Allenatore dei portieri
- Kole Nedelkovski - Medico sociale
- Jovan Dimovski - Fisioterapista
- Rubin Srbinovski - Fisioterapista

## Rosa
| N. |                               | Ruolo | Calciatore          |
| -- | ----------------------------- | ----- | ------------------- |
| 1  | Serbia (bandiera)             | P     | Goran Simov         |
| 3  | Nigeria (bandiera)            | D     | Abraham Alechenwu   |
| 4  | Serbia (bandiera)             | D     | Radenko Bojović     |
| 5  | Macedonia del Nord (bandiera) | D     | Zlatko Tanevski     |
| 7  | Macedonia del Nord (bandiera) | A     | Borče Manevski      |
| 8  | Serbia (bandiera)             | C     | Predrag Randzelović |
| 10 | Serbia (bandiera)             | C     | Igor Stojaković     |
| 11 | Macedonia del Nord (bandiera) | A     | Dragan Georgiev     |
| 12 | Macedonia del Nord (bandiera) | P     | Kostadin Zahov      |
| 13 | Macedonia del Nord (bandiera) | A     | Filip Petrov        |
| 14 | Macedonia del Nord (bandiera) | C     | Darko Ğurčinovski   |

| N. |                               | Ruolo | Calciatore             |
| -- | ----------------------------- | ----- | ---------------------- |
| 17 | Macedonia del Nord (bandiera) | C     | Ostoja Stjepanović     |
| 18 | Nigeria (bandiera)            | C     | Osa Guobadia           |
| 20 | Spagna (bandiera)             | C     | Jorge Giménez Artuñedo |
| 21 | Macedonia del Nord (bandiera) | C     | Andrej Acevski         |
| 22 | Macedonia del Nord (bandiera) | D     | Zlatko Boškovski       |
| 23 | Macedonia del Nord (bandiera) | A     | Jovan Kostovski        |
| 24 | Macedonia del Nord (bandiera) | C     | Aleksandar Temelkov    |
| 25 | Macedonia del Nord (bandiera) | P     | Borjan Ristovski       |
| 26 | Macedonia del Nord (bandiera) | C     | Mite Cikarski          |
| 27 | Macedonia del Nord (bandiera) | D     | Milan Ilievski         |
| 33 | Macedonia del Nord (bandiera) | D     | Miroslav Vajs          |